# Yungasameisenschlüpfer

Verbreitungsgebiet (grün) des Yungasameisenschlüpfers

Der Yungasameisenschlüpfer (Myrmotherula grisea) zählt innerhalb der Familie der Ameisenvögel (Thamnophilidae) zur Gattung Myrmotherula.
Die Art ist endemisch in Bolivien und kommt in den westlichen Andenausläufern (La Paz, Cochabamba, Santa Cruz) vor. Kürzlich wurde sie auch im äußersten Südwesten Perus in der Region Puno gefunden.
Das Verbreitungsgebiet umfasst tropischen oder subtropischen Trockenwald oder feuchten Bergwald in 600–1500 m Höhe.
Das Artepitheton kommt von lateinisch griseus ‚grau‘.

## Merkmale
Der Vogel ist 8 bis 10 cm groß und wiegt zwischen 8 und 10 g. Das Männchen ist gleichmäßig grau, lediglich Flügel und Schwanz sind dunkler, eher braungrau, die Unterflügeldecken hellgrau. Das Weibchen ist auf der Oberseite olivbraun mit gräulicher Kappe, der Schwanz ist dunkelbraun mit rotbraunen Rändern. Kinn und Kehle sind bräunlich-gelb, die Unterseite ockerfarben mit brauneren Flanken. Bei Jungvögeln sind gelblichbraune Flecken zu sehen.
Die Art ist monotypisch.

## Stimme
Der Gesang wird als schnelle Folge von 6 bis 8 Lauten „piiyr“ beschrieben.

## Lebensweise
Die Nahrung besteht aus diversen Insekten einschließlich Heuschrecken und Schaben, auch Spinnen, die einzeln, paarweise oder in Familiengruppen in 1 bis 15 m über dem Erdboden gejagt werden.
Die Brutzeit ist nicht bekannt.

## Gefährdungssituation
Der Bestand gilt als nicht gefährdet (Least Concern).